# Tupadly (Kutná Hora-i járás)
Tupadly település Csehországban, a Kutná Hora-i járásban. Tupadly Čáslav, Žáky, Potěhy, Schořov, Drobovice és Adamov településekkel határos. Lakosainak száma 689 fő (2024. január 1.).

## Népesség
A település lakosságának változását az alábbi diagram mutatja:
| Lakosok száma | 705  | 764  | 772  | 547  | 522  | 511  | 625  | 663  | 666  | 689  |
|               | 1869 | 1890 | 1921 | 1950 | 1980 | 2001 | 2017 | 2019 | 2022 | 2024 |